# Asilaris zonatus
Asilaris zonatus är en skalbaggsart som beskrevs av Francis Polkinghorne Pascoe 1866. Asilaris zonatus ingår i släktet Asilaris och familjen långhorningar.
Artens utbredningsområde är Sarawak. Inga underarter finns listade.